# Park Chong-kyu
Park Chong-kyu (* 1930; † 3. Dezember 1985) war ein südkoreanischer Sportfunktionär, der an der Vergabe der Olympischen Sommerspiele 1988 an Seoul beteiligt war.

## Leben
Park wurde zwischen 1956 und 1958 bei den United States Army Rangers ausgebildet. Anschließend machte er in den 1960er-Jahren Karriere beim südkoreanischen Geheimdienst. Park Chong-kyu erhielt den Rang eines Kabinettmitglieds, als er zwischen 1963 und 1974 als Generaldirektor für den Personenschutz des Präsidenten zuständig war. Er gehörte von 1978 bis Januar 1980 dem südkoreanischen Parlament Gukhoe an.
Sportpolitisch war Park seit der Übernahme der Präsidentschaft des südkoreanischen Sportschützen-Verbandes aktiv. Kurze Zeit später, 1970/1971, übernahm er zudem die Präsidentschaft der Asian Shooting Federation. Mit der Wahl zum Vizepräsidenten der Internationalen Schießsport-Union war ein weiterer Karriereaufstieg verbunden. Park Chong-kyu wurde 1979 zum Präsidenten des Olympischen Komitees Südkoreas und der Korean Amateur Sports Association gewählt. Dies war auch eine Folge der erfolgreichen Schützen-Weltmeisterschaft unter Parks Regie. Seine Erfolge waren Anstoß für die Bewerbung Seouls um die Austragung Olympischer Spiele. 
Infolge des gewaltsamen Regierungsumsturzes des Jahres 1980 verlor Park Chong-kyu alle Ämter. Im Dezember 1982 wurde er jedoch wieder in ein Amt gewählt, als er Präsident der Vereinigung der Asiatischen Sport-Föderationen wurde. 1983 wurde er Mitglied des Seoul Olympic Organizing Committees, im Folgejahr wurde er Mitglied des Internationalen Olympischen Komitees. Am 3. Dezember 1985 erlag Park Chong-kyu einem Krebsleiden.